# Equisetum giganteum
El equisetum gigante (Equisetum giganteum) es una especie botánica de equiseto, nativa de Sudamérica y América Central, desde Chile central, Argentina, Uruguay, este de Brasil al norte y sur de México.

## Descripción
Es uno de los equisetos más grandes, midiendo 2-5 m de altura, excedido solo por su cercano aliado E. myriochaetum (cuyo tallo puede alcanzar los 8 m de altura). Sus tallos, similares a cañas, son los más corpulentos de la familia, midiendo 1-2 cm de diámetro (y más de 3,5 cm en algunas poblaciones). A diferencia de otros equisetos, no presenta separación de tallos estéril (fotosintético) y portador de esporas (no fotosintético).
Tiene rizomas largos, y en apariencia carece de hojas, mas están presentes, formando vainas cilíndricas desde los nudos de  tallos, y comprenden muchas hojuelas lineales. De algunos de los nudos salen ramas, con las mismas características de los tallos principales; en sus extremos aparecen órganos reproductivos con forma de espiga cilíndrica oval, en cuyo eje hay en círculos horizontales, diminutas hojitas modificadas, hexagonales: los esporófilos, y en su lado interno varios saquitos (esporangios) con esporos. 
Ciertas poblaciones del norte de Chile con tallos muy corpulentos (de más de 3,5 cm de diámetro) han sido a veces tratados como especies separadas (E. xylochaetum), pero en la actualidad se contemplan como miembros de la misma especie.

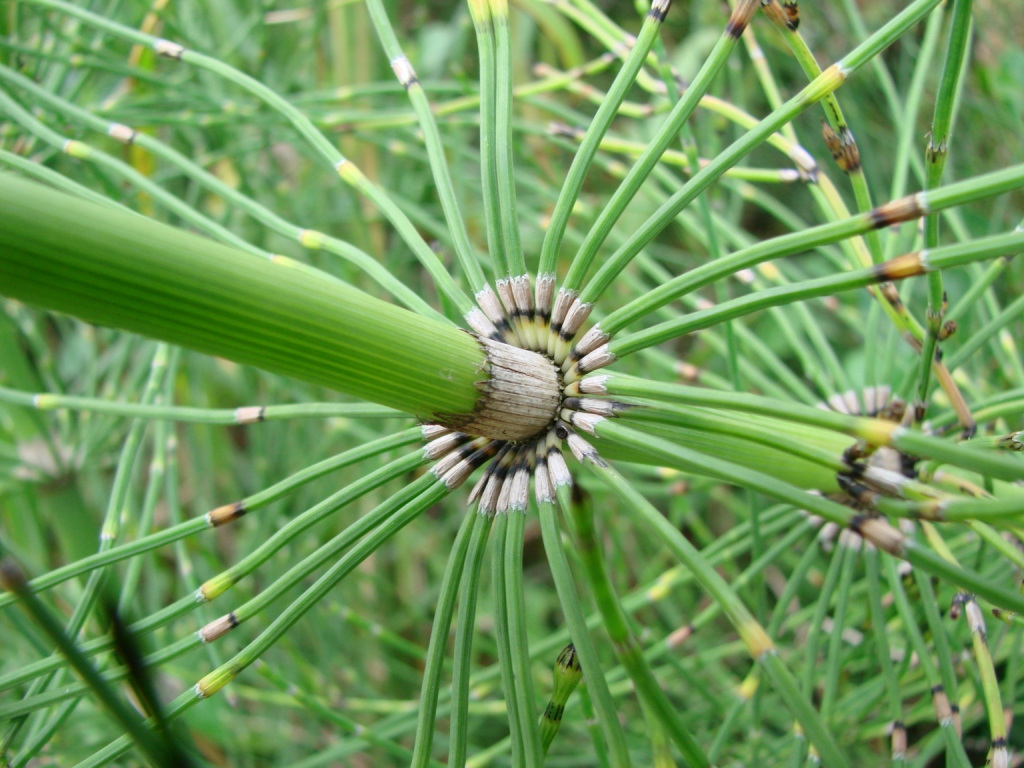
Detalle de la planta

En Venezuela, esta especie se encuentra amenazada debido a la sobreexplotación para el uso comercial, apareciendo así en el Libro rojos de la flora venezolana.

### Usos
Diurético, astringente, cicatrizante de tejidos, hemostático. Es comúnmente utilizada como planta ornamental en regiones cálidas de clima húmedo.

## Taxonomía
Equisetum giganteum fue descrita por  Carlos Linneo y publicado en Systema Naturae, Editio Decima 2: 1318. 1759.
Etimología
Equisetum: nombre genérico que proviene del latín: equus = (caballo) y seta (cerda).
giganteum: epíteto latíno que significa "gigante, grande".
Sinónimos
- Equisetum bolivianum Gand.
- Equisetum martii Milde
- Equisetum pyramidale Goldm.
- Equisetum ramosissimum Desf.
- Equisetum ramosissimum Kunth
- Equisetum schaffneri Milde
- Equisetum xylochaetum Mett.
- Hippochaete ramosissima(Desf.) Börner[6]

## Bibliografía

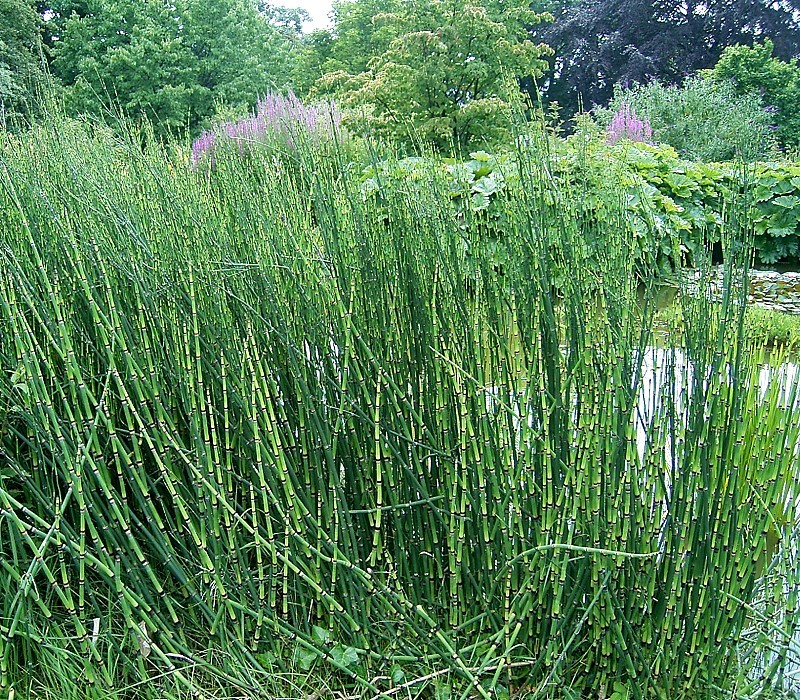
En su hábitat

## Nombre común
Yerba del platero, limpiaplata, cola de caballo (Venezuela, Uruguay), huiñal (en lengua mapuche), chicote de fraile (Argentina), cavalinho gigante, rabo de cavalo, cauda de cavalo.

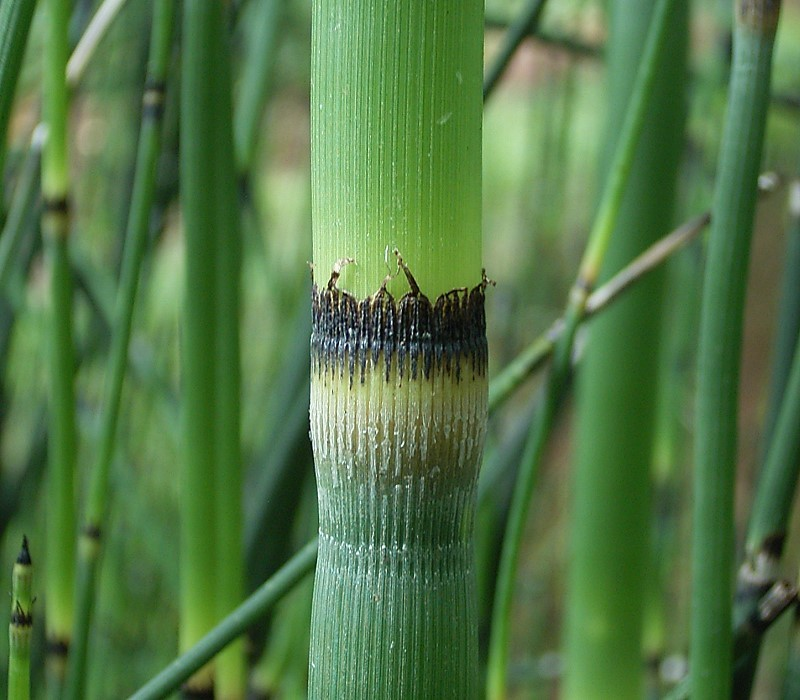
Detalle de un nudo.